# USS Abatan (AW-4)
USS Abatan (AW-4) – amerykański okręt pomocniczy z okresu II wojny światowej. Pełnił służbę w United States Navy jako destylarnia wody.
Jednostkę pierwotnie nazwano SS „Mission San Lorenzo” zgodnie z kontraktem Maritime Commission z 9 czerwca 1944. Przemianowany na USS „Abarenda” 25 lipca 1944. Otrzymał oznaczenie AO-92 jako zbiornikowiec. Zwodowany 6 sierpnia 1944. Przekazany Marynarce 28 listopada 1944 w Mare Island Navy Yard. Przerobiony na okręt wyposażony w urządzenia do destylacji wody. Przemianowany na USS „Abarenda” (AW-4) 24 sierpnia 1944. Wszedł do służby 29 stycznia 1945.
W czasie II wojny światowej służył na Pacyfiku (m.in. Ulithi, Filipiny, Okinawa).
Wycofany ze służby i umieszczony w rezerwie 27 stycznia 1947. Skreślony z listy jednostek floty 1 lipca 1960.
W 1962 jako zapasowy okręt na wypadek braku wody ponownie wcielony do służby. Ponownie skreślony z rejestru w 1970. Pozostał w bazie w Guantanamo jako hulk z zapasami wody.
Pod koniec 1979 cały przydatny sprzęt został usunięty z pokładu, a jednostka została użyta jako okręt-cel 10 marca 1980.